# Grzegorz Bliźniuk
Grzegorz Jan Bliźniuk (ur. 15 grudnia 1968) – polski nauczyciel akademicki i urzędnik państwowy, w latach 2005–2007 podsekretarz stanu w Ministerstwie Spraw Wewnętrznych i Administracji.

## Życiorys
W 1992 ukończył studia na Wydziale Cybernetyki Wojskowej Akademii Technicznej w Warszawie (w zakresie cybernetyki w specjalności systemy informatyczne). W 2000 uzyskał stopień doktora nauk technicznych (2000).
W 1992 został nauczycielem akademickim na Wojskowej Akademii Technicznej im. Jarosława Dąbrowskiego. Pracował też jako adiunkt w Wyższej Szkole Handlu i Prawa im. Ryszarda Łazarskiego w Warszawie. Autor licznych publikacji naukowych i odczytów z dziedziny informatyki. Jego zainteresowania naukowe objęły głównie inżynierię oprogramowania, wytwarzanie dedykowanych systemów informatycznych, interoperacyjność systemów informatycznych i informacyjnych, wybrane zagadnienia informatyki medycznej oraz koncepcji architektury systemów informatycznych w infrastrukturze informacyjnej państwa.
W połowie lat 90. pracował przy implementacji podsystemu raportowego w Urzędzie Dozoru Technicznego, następnie przy rozwijaniu systemu informatycznego w Zakładzie Ubezpieczeń Społecznych.
Od 2003 do 2005 zajmował stanowisko dyrektora Departamentu Systemów Informatycznych Administracji Publicznej w Ministerstwie Nauki i Informatyzacji. Od 2 listopada 2005 do 21 listopada 2007 był podsekretarzem stanu w MSWiA, odpowiedzialnym za informatyzację. Zajmował także stanowisko Pełnomocnika Rządu do Spraw Przygotowania Organów Administracji Państwowej do Współpracy z Systemem Informacyjnym Schengen i Systemem Informacji Wizowej. W listopadzie 2010 został zatrudniony w Centrum Systemów Informacyjnych Ochrony Zdrowia, biorąc udział w realizacji programu informatyzacji ochrony zdrowia.

## Odznaczenia i wyróżnienia
Odznaczony Srebrnym Medalem „Siły Zbrojne w Służbie Ojczyzny”. W 2002 otrzymał Brązowy Krzyż Zasługi.
W 2008 został laureatem Nagrody im. Marka Cara. W 2018 otrzymał Medal 70-lecia Polskiej Informatyki.